# Krînîcikî, Krîjopil
Krînîcikî (în ucraineană Кринички) este un sat în comuna Andriașivka din raionul Krîjopil, regiunea Vinnița, Ucraina.

## Demografie
Componența lingvistică a localității Krînîcikî
     Ucraineană (100%)
Conform recensământului din 2001, toată populația localității Krînîcikî era vorbitoare de ucraineană (100%).